# آن إس. ك. براون
آن إس. ك. براون (بالإنجليزية: Anne S. K. Brown)‏ هي مؤرخة أمريكية، ولدت في 25 مارس 1906 في بروكلين في الولايات المتحدة، وتوفيت في 21 نوفمبر 1985 في نيوبورت في الولايات المتحدة.